# Tiómkino (Smolensk)
|  | Per a altres significats, vegeu «Tiómkino». |

Tiómkino - Тёмкино (rus) - és un poble de l'óblast de Smolensk, a Rússia, a uns 200 km de Moscou.